# Dronningens Livregiment

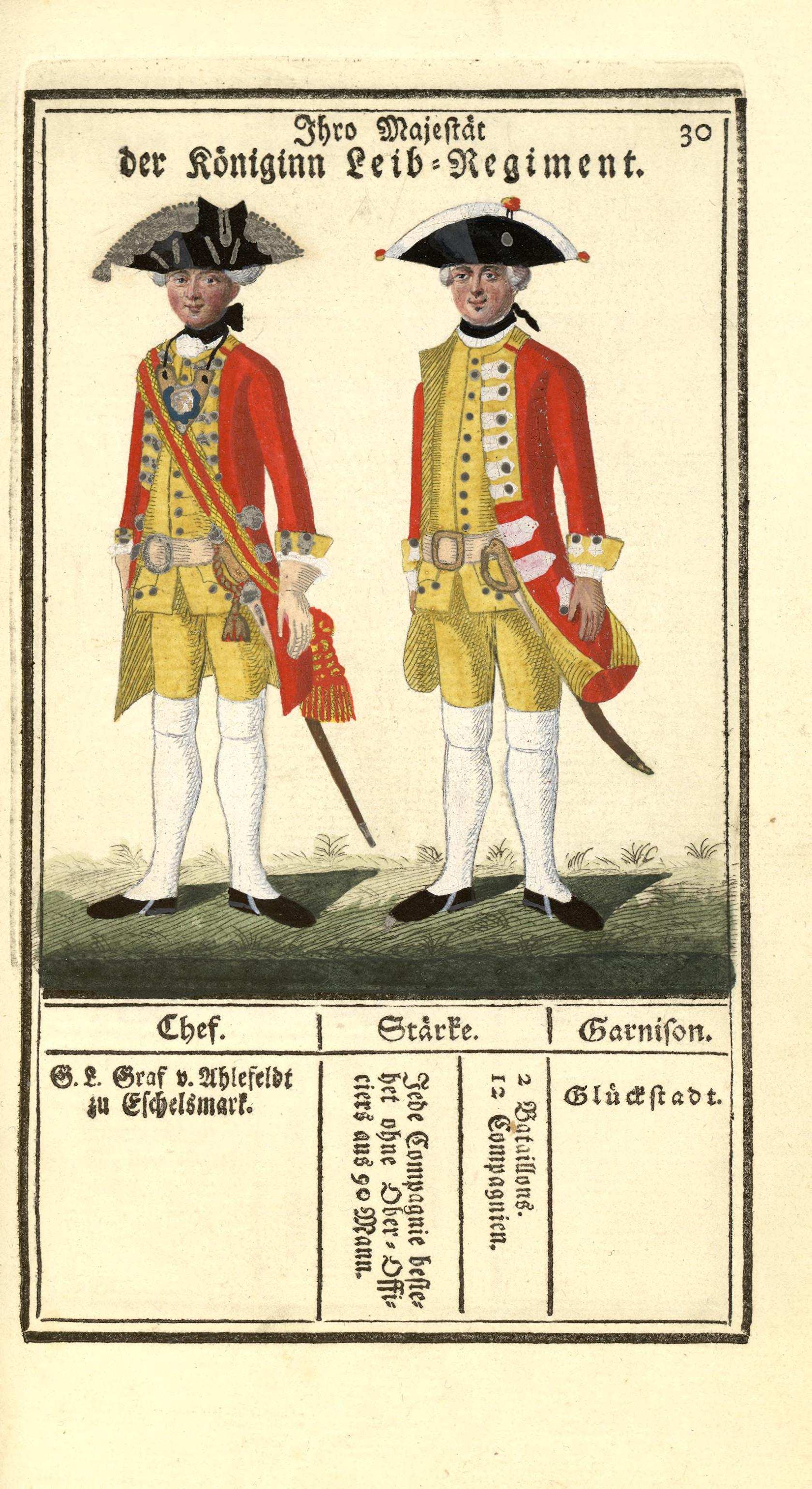
Dronningens Livregiments uniformer omkring 1760 till 1761.

Dronningens Livregiment (på svenska: Drottningens livregemente), var ett danskt infanteriregemente som var verksamt under olika namn mellan 1657 och 2001.

## Historia
Regementet upprättades på kunglig befallning den 23 april 1657, då Fredrik III ålade sin halvbror, Kristian IV:s oäkta son Ulrik Christian Gyldenløve, att värva 200 man dragoner i Aalborgs stift. Enligt dåtida tradition döptes regementena efter deras befälhavare och regementet hade därför namnet Gyldenløves Regiment Dragoner. Dragonregementet var vid den här tiden indelat i 6 kompanier på vardera 200 man, där hälften var beväpnade med lansar och den andra hälften med arkebuser. Dragoner betraktades som beridet fotfolk och hade därför skor och inte stövlar. Befälen bar hildebarder, vilka bars av dennes adjutant när befälet satt till häst. Uniformen bestod av filthatt, lång rock med knapprader, knäbyxor, yllestrumpor och höga ankelskor. Regementet kändes igen på färgen på dess livrock, vilken i Gyldenløves Regiment Dragoners fall var färgad i det oldenburgska kungahusets färger: högrött och gyllengult.
Strax efter sitt bildande deltog regementet i Köpenhamns försvar under den svenska belägringen 1658, under vilken Gyldenløve dog av malaria. Regementet övertogs därefter av Eiler Holck och benämndes således Holcks Regiment Dragoner. Under belägringen utmärkte regementet sig så framgångsrikt att kungen den 18 oktober 1659 beslutade att regementet skulle få namnet Dronningens Livregiment Dragoner. Efter Fredrik III:s död 1670 beslutade Kristian V den 25 juli 1670 att regementets namn skulle vara Dronningens Livregiment. Samtidigt bestämdes att den regerande drottningens monogram framöver skulle ingå i fanan. Det sista att pryda regementets fana var drottning Ingrids spegelmonogram.
Regementet lades ner i samband med försvarsbeslutet 2000–2004, då de tillsammans med Slesvigske Fodregiment ingick i Prinsens Livregiment med förläggningsort i Skive. Detta slogs sedan samman med Jydske Dragonregiment 2005.

## Förbandschefer
| - Ulrik Christian Gyldenløve, 1657–1658 - Eiler Holck, 1658–1675 - Joachim Schack, 1675–1677 - Hans Georg Schulenburg, 1677–1681 - Jobst Scholten, 1681–1690 - Hartwig von Passow, 1690–1698 - Johann Dietrich Haxthausen, 1698–1701 - Erhard Wedel Jarlsberg, 1701–1708 - Manderup Due, 1708–1710 - Georg Vilhelm Hedviger Sponeck, 1710–1716 - August Lühe, 1716–1730 - Christian Frederik Haxthausen, 1730–1730 - Josva Barner, 1730–1732 - Carl Ferdinand Stauffenberg, 1732–1738 | - Christian August af Sønderborg, 1738–1754 - Conrad Ahlefeldt, 1754–1764 - Henrik Gude, 1764–1766 - Schack Carl Rantzau-Ascheberg, 1766–1772 - Carl Vilhelm Sames, 1773–1774 - Ditlef Carl Rantzau, 1774–1789 - Ludvig Frederik Bechtolsheim, 1789–1813 - Joachim Christian Breuer, 1813–1814 - Frederik Ernst Henrik Cronhelm, 1814–1816 - Jacob Carl Kaalund, 1817–1822 - Jens Leschly, 1822–1842 - August Vilhelm Lobedanz, 1842–1848 - Sofus Carl Ferdinand Balthasar Krieger, 1851–1852 - Frederik Ferdinand Henckel, 1852–1855 | - Jens Bregendahl Schepelern, 1855–1858 - Andreas Bernstorff, 1858–1864 - Ernst Georg Emil du Plat, 1864–1864 - Friederich Carl Albrecht Hermann Salchow, 1864–1864 - Frederik Waldemar Lund, 1864–1875 - Johannes Eduard Beissenherz, 1875–1882 - Carl Anthon Sciavitsky Dalberg, 1882–1885 - Johan Georg Frederik Colding, 1886–1892 - Christian Lütken, 1892–1895 - Emanuel Prytz, 1896–1900 - Frederik Hans Walther Harbou, 1900–1901 - Andreas Carl Pilegaard Jessen, 1901–1906 - Ellis Wolff, 1906–? |

Källa: Wadschier